# 愛知県道232号鴛鴨みよし線
愛知県道232号鴛鴨みよし線（あいちけんどう232ごう おしかもみよしせん）は、愛知県豊田市鴛鴨町から同県みよし市に至る一般県道である。

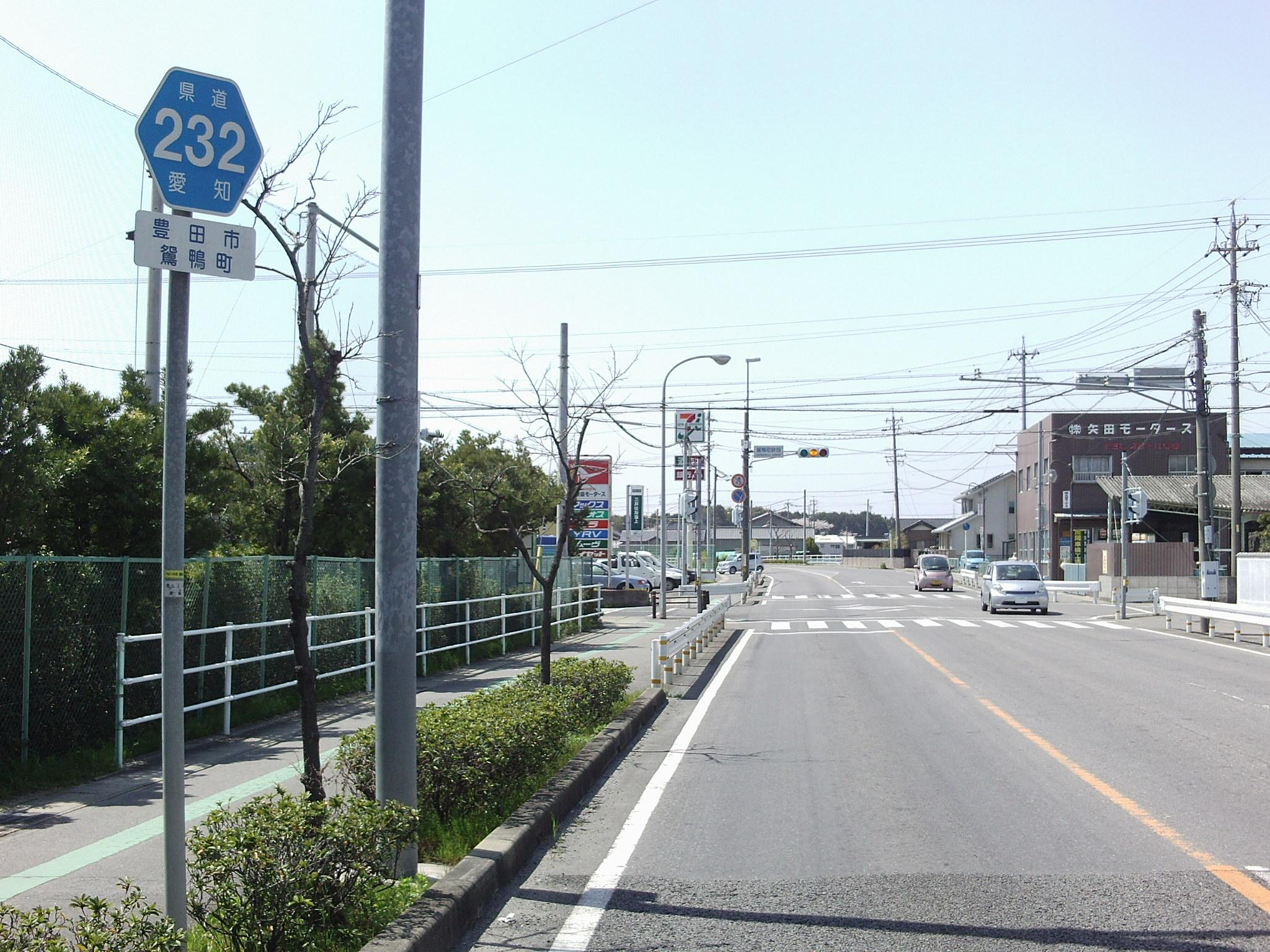
起点（豊田市鴛鴨町）

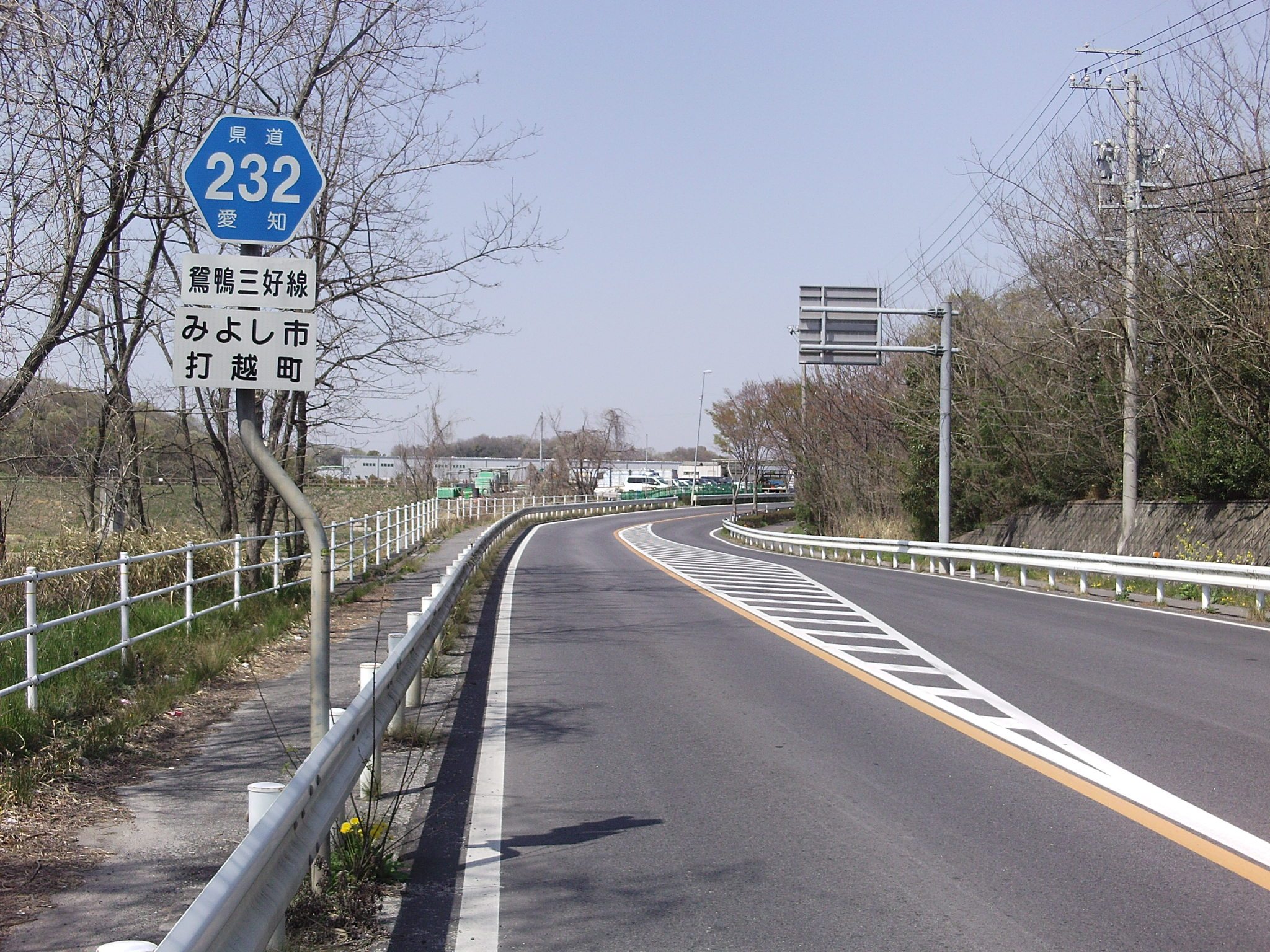
終点（みよし市打越町）

## 概要

### 路線データ
愛知県法規集に基づく起終点および経過地は次のとおり。
- 起点：愛知県豊田市鴛鴨町（鴛鴨町長根交差点＝国道248号交点）
- 終点：愛知県みよし市打越町（打越新池浦交差点＝愛知県道520号豊田東郷線交点）
- 重要な経過地：なし

## 歴史
- 1959年（昭和34年）12月15日
愛知県が県道鴛鴨三好線として認定[1]。
- 2011年（平成23年）4月1日
愛知県が県道の路線の認定を一部改正し、鴛鴨三好線から鴛鴨みよし線に改める[2]。

## 路線状況

### 通称
- 高岡街道（豊田市、みよし市）[要出典]

## 地理

### 通過する自治体
- 愛知県
  - 豊田市 - みよし市

### 交差する道路
- 国道248号（豊田南北線）（鴛鴨町長根交差点）
- 愛知県道230号鴛鴨安城線（鴛鴨町新林東交差点 - 鴛鴨町新林交差点間で重複）
- 愛知県道489号本地鴛鴨線（鴛鴨町新林交差点）
- 愛知県道76号豊田安城線（上郷街道）（永覚町上長根交差点）
- 愛知県道12号豊田一色線（住吉町1丁目交差点）
- 国道419号（本町石根交差点）
- 国道155号（豊田南バイパス：上丘町廻間交差点）
- 愛知県道284号宮上知立線（上丘町大下交差点 - 上丘町大下西交差点間で重複）
- 愛知県道218号和合豊田線（打越上屋敷交差点）
- 国道153号（豊田西バイパス：打越百々交差点）
- 愛知県道520号豊田東郷線（挙母街道）（打越新池浦交差点）

### 沿線
- 東名高速道路豊田上郷SA/スマートIC
- 名鉄三河線 竹村駅
- 愛知環状鉄道・愛知環状鉄道線 永覚駅
- トヨタ自動車堤工場、下山工場、三好工場
- 愛知県立三好特別支援学校